# Miluše Bittnerová
Miluše Bittnerová (* 10. prosince 1977 Jičín) je česká herečka a moderátorka.

## Život
Narodila se v Jičíně, ale základní školu a gymnázium navštěvovala v Hořicích v Podkrkonoší. Od roku 1992 působila v poloprofesionálním divadle Jesličky v Hradci Králové. V roce 1996 složila maturitu na hořickém gymnáziu i zkoušky na pražskou DAMU, obor herectví na katedře alternativního divadla. Vedoucím jejího ročníku byl režisér Ivan Rajmont. Studia na DAMU zakončila v roce 2002 magisterskou zkouškou.
Účinkovala ve školních představeních v Divadle Disk. Už za studií spolupracovala například s režisérem Michalem Dočekalem v Divadle Komedie, nebo v Národním divadle na hře Bloudění pod vedením režiséra J. A. Pitínského. Profesní zkušenosti sbírala také při moderování ranní show na Rádiu Limonádový Joe.
Hraje dobře na klavír, dále ovládá i hru na kytaru či flétnu, zabývá se dabingem, moderuje společenské a charitativní akce. Hovoří anglicky.
V roce 2010 se stala spoluzakladatelkou Nadačního fondu Pepina.
Je rozvedená. S novým partnerem má dceru Alžbětu, narozenou v roce 2019. 

## Filmové a televizní role

### Česká televize
Od roku 1996 spolupráce s Českou televizí
- Modrý kámen, role Růžena, rež. Vít Olmer
- Dámský gambit, role Magda, rež. Jitka Němcová
- Příběh červených střevíčků, role paní Z., rež. J. Císařovský, 2006
- 3+1 s Miroslavem Donutilem povídka Cyklostezka, role Ilona, režie Zdeněk Zelenka, 2007
- Život na zámku
- Bakaláři
- Přízraky a strašidla
- Bankrotáři
- Dobrá čtvrť
- Hodina klavíru - role Lenka, režie Zdeněk Zelenka, 2006
- Poste restante, 2008
- Vyprávěj, 2009
- Můžeme dál?, od r. 2012

V roce 2016 se zúčastnila taneční soutěže StarDance, kde tančila s Michalem Necpálem.

### TV Nova
V TV Nova od roku 2007
- Ulice, 2007
- Expozitura, 2008, role - Běta Radová
- Ordinace v růžové zahradě 2, role - vrchní sestra Eliška Slavíková, režie Moris Issa
- moderátorka SNÍDANĚ

### Zahraniční filmy
- Maigret, režie R. de Maria, Francie, 2004
- Praga Maja, Dánsko, 2006
- Silný tým, Německo, 2007
- Rebelka, role Frida, Německo, 2008
- Spolupráce na projektech FAMU a 3F

### Dabing
- spolupráce s režiséry: M. Fronková, Olga Walló, Z. Hruška, Z. Štěpán
- dabing kultovních počítačových her Horké léto, Cars 2, Stranglehold, Moomínci

## Divadelní role

### Divadlo Komedie
- Tři sestry, režie Michal Dočekal, 1997

### Národní divadlo
- Bloudění, režie Jan Antonín Pitínský, 1998

### Divadlo DISK
- Goldoniáda, režie Ivan Rajmont, 1999
- Nouzov, režie J. Adámek, 1999
- Cabiriiny noci, režie F. Staněk, 2000

### Autorská představení
- Listy paním a dívkám, 2000

### Divadlo AHA! v Gongu
- Námluvy s medvědem“, Anton Pavlovič Čechov, Námluvy - role Nataša,
- Medvěd, role vdova, režie M. Pokorný, 2001
- Sen noci Svatojánské, W.Shakespeare, role Hermie, režie M.Pokorný, 2004
- Čertův švagr, B. Němcová, režie Z. Morávková
- Lakomec, Moliere, role Mariana, režie M. Pokorný, 2005

### Divadlo Skelet
- Dostanu tě zubama
- Peklo v hotelu Westminster
- Teď ne, Darling
- Povečeříme vleže
- Létající snoubenky
- Pozvání na večírek, Neil Simon, role Yvonne Fouchet
- Zasněžená romance, role Wivien Downová - muzikál

### Divadelní společnost Julie Jurištové
- Lovu zdar!, režie D. Bartůňková, role Laura, 2005
- Chudák manžel J. B. Moliere, režie Jiří Fréhar, role Anděla , 2007

### Metropolitní divadlo
- Pěnička a Paraplíčko – Hříšní lidé města pražského, role Paraplíčko, 2006

### Divadelní společnost Albrecht
Dva muži v šachu, režie P. Gellnar, role Bianca, 2008

## Televizní show

### StarDance...když hvězdy tančí
- StarDance 2016
- SNÍDANĚ 2022-202?

## Moderování v rádiu

### Rádio Limonádový Joe
- ranní show na Rádiu Limonádový Joe

### Dvojka Českého rozhlasu
- je jedním z moderátorů pořadu Dvanáct ve dvanáct na Dvojce, od roku 2014

### Rádio Frekvence 1
- Show Rudy z Ostravy
- Dámský klub Frekvence 1
- Kraus & blondýna